# 미스기촌
미스기촌(美杉村)은 미에현 이치시군에 설치되었던 촌이다. 2006년 1월 1일에 구 쓰시를 포함한 10시정촌에 합병해 쓰시가 되어 폐지되었다.

## 역사
- 1955년 3월 15일 - 다케하라촌 야치촌 다로촌 이세치촌 야하타촌 다키촌 시모노가와촌이 합병해 성립하였다.
- 2006년 1월 1일 - 쓰시, 히사이시, 아게군, 가와게정, 게이노정, 미사토촌, 아노정, 이치시군, 가라스정, 이치시정, 하쿠산정과 합병해 새로운 쓰시가 성립하였다. 동일 게이노정은 폐지되었다.

## 행정

### 분촌 합병 문제
미스기 촌은 2006년 1월 1일자로 쓰시의 일부가 되었지만, 촌 서부의 다로 지구(구 다로 촌)는 다른 지구와 산지에 의해 분리되고, 또 하천 유역도 다른 지구에서는 이세 만으로 흘러드는 운데 강의 유역인데 반해 타로오 지구는 요도가와 수계의 나바리 강 유역에 속하며, 더욱이 나바리 시로 약 15km에 위치하기 때문에 타로오 지구는 생활권·경제권 등에서 나바리 시와 연결이 강하다.이 때문에 주민들이 나바리 시와의 법정합병협의회 설치를 요구하는 주민 발의를 냈으나 두 시정촌의회가 합병협의회 설치안을 부결시키면서 분촌합병은 빛을 보지 못했다.

## 교통

### 철도
- 도카이 여객철도
  - 기세 본선

### 도로
- 국도 제368호선 (일본)(일본어판)
- 국도 제422호선 (일본)(일본어판)